# Orgue de l'église Saint-Pierre de La Réole
L'orgue de La Réole est installé dans l'église Saint-Pierre, principal édifice cultuel catholique de la commune de La Réole, dans le département de la Gironde, en France.

## Historique

### Naissance à La Réole
Sous la houlette du prieur du monastère bénédictin de La Réole, le révérend père Joseph Favier, décision est prise, en décembre 1764, après autorisation du supérieur général de l'abbaye de Saint-Germain-des-Prés à Paris, de commander auprès du facteur d'orgues toulousain Jean-Baptiste Micot la construction d’un orgue destiné à être installé dans l'église paroissiale Saint-Pierre, attenante au monastère.

Jean-Baptiste Micot, dont le travail précédent avait été la façon du grand orgue de l'église Saint-Michel de Bordeaux livré en juin 1765, livre l'orgue de La Réole courant 1767, sa mise en place ayant été retardée par des aménagements complémentaires côté chœur.
À la Révolution, les moines sont chassés de leur prieuré, l'église Saint-Pierre fermée au culte, transformée en halle à fourrage puis vouée au culte de la Raison et de l'Être suprême.

### Transfert à la cathédrale Saint-André
Peu après, en l'an XI (1802-1803), Mgr Daviau, archevêque de Bordeaux, sollicita le transfert de l'orgue Micot de La Réole en la cathédrale Saint-André de Bordeaux dont les orgues ont été vendues et ses tuyaux fondus pour l'armée.

Validé par le préfet de la Gironde Charles-François Delacroix, le transfert est effectué en 1805 par les soins des facteurs Joseph Isnard et Simon Bayssac-Labruyère.

Très rapidement, l'orgue Micot réolais s'avère de taille insuffisante pour satisfaire le volume acoustique de la cathédrale, beaucoup plus important que l'église Saint-Pierre.

### Échange partiel avec l'abbatiale Sainte-Croix
En 1811, Mgr Daviau suggère de remplacer cet orgue Micot qui ne le satisfait pas par l'orgue construit par le célèbre organier Dom Bédos entre 1744 et 1748 pour l'abbatiale Sainte-Croix de Bordeaux et de le remplacer dans ladite abbatiale par le « Micot réolais ».

Après des échanges d'argumentations spécieuses et de sordides transactions financières entre les deux paroisses bordelaises, l'archevêque propose l'échange des seuls mécanismes et tuyauterie arrière en laissant en place buffets et tuyauteries de façade.

L'échange a lieu en décembre 1812. L'orgue réolais d'origine se retrouve donc en partie à Saint-André pour son buffet et sa tuyauterie « visible » et en partie à Sainte-Croix pour son mécanisme et sa tuyauterie arrière.

### Buffet et tuyauteries à Saint-André

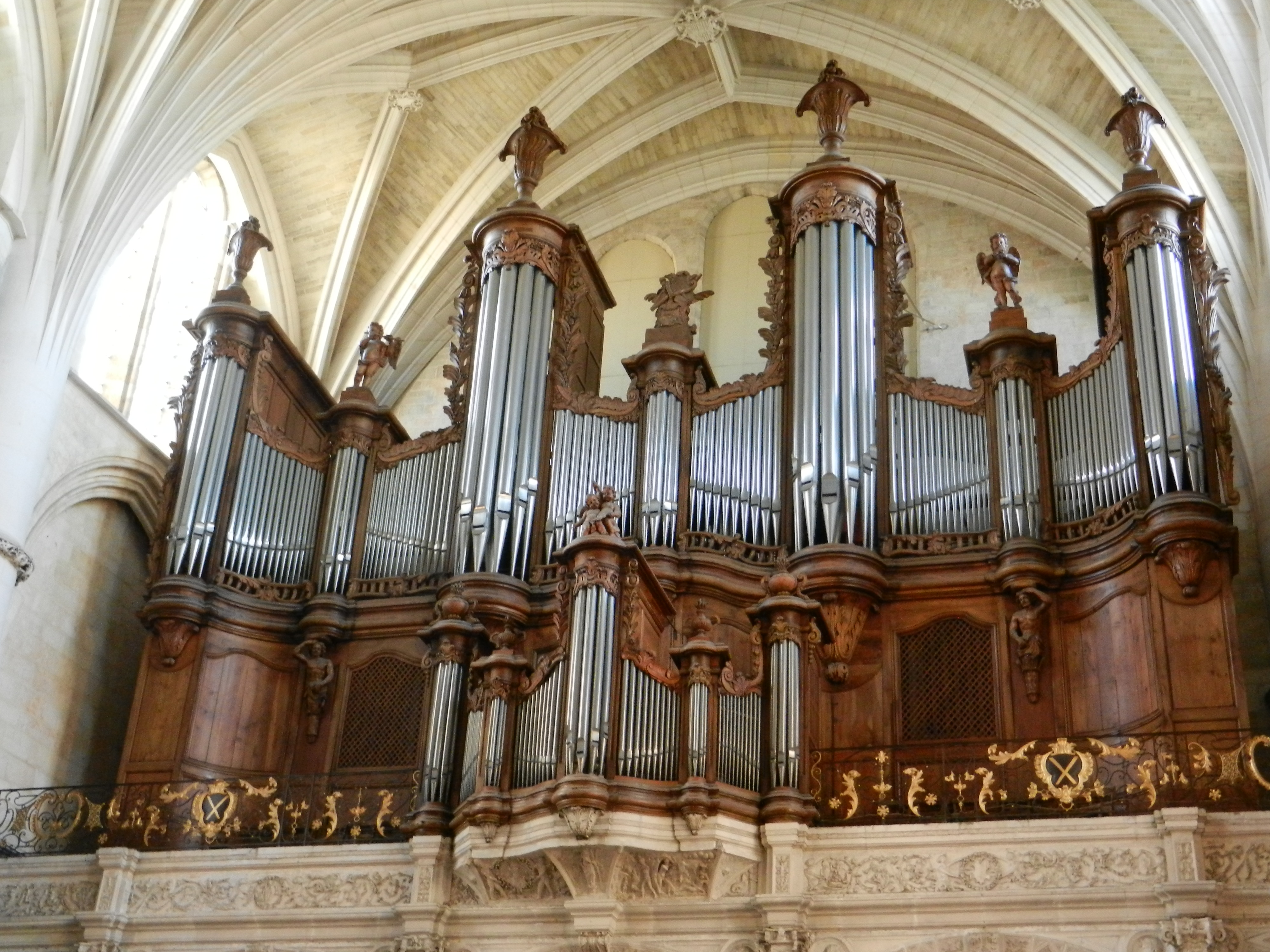
L'orgue de Saint-André et son buffet Micot.

Un premier aménagement doit être effectué sur le buffet Micot prévu pour un orgue de huit pieds alors que le mécanisme Dom Bédos pris à Sainte-Croix est un seize pieds.

Le résultat est extrêmement décevant : autant l'orgue de Dom Bédos sonnait magnifiquement à Sainte-Croix, autant l'instrument transféré dans la cathédrale semble perdu dans cette grande nef d'un volume de huit à dix fois supérieur.

Tout au long des XIXe et XXe siècles, de nombreux travaux sont effectués sur cet instrument insatisfaisant :
- De 1837 à 1841, le facteur Henry effectue une nouvelle restauration et remplace les deux ailes convexes du grand buffet par les deux ailes concaves actuelles.
- Entre 1875 et 1877, le facteur bordelais Georges Wenner remplace l'ancien récit de deux jeux par un grand récit expressif de 14 jeux et substitue la mécanique directe du clavier du grand orgue et celle des basses du récit par des machines pneumatiques Barker.
- Par la suite, l'orgue est modifié à plusieurs reprises tout au long du XXe siècle avant que la restitution du mécanisme Dom Bédos à Sainte-Croix et la construction d'un orgue neuf à la cathédrale ne soient décidées.

Les nouvelles grandes orgues, construites par la société Danion-Gonzalez dans l'ancien buffet Micot restauré, sont inaugurées en 1982. L'imposant buffet, classé au titre immeuble des monuments historiques, compte parmi les plus grands de France avec une envergure de 15 mètres.

### Mécanisme Micot à Sainte-Croix
- En 1856, Georges Wenner et Jean-Jacob Götty reconstruisent entièrement l'orgue selon le goût de l'époque, en conservant le buffet de Dom Bédos, les tuyaux de façade d'origine et en ajoutant 18 jeux aux 22 anciens de Micot ; le nouvel aménagement « Micot-Wenner » est donc de 40 jeux.
- Par la suite, quelques modifications sonores, certaines par Gaston Maille, successeur de Wenner, et d’autres par Maurice Puget, avant que l’orgue passe entre les mains de l'entreprise nantaise Beuchet-Debierre pour son entretien.
- À partir de 1984, le mécanisme Dom Bédos qui a passé 170 ans dans la cathédrale Saint-André ayant été restitué en 1982, le facteur Pascal Quoirin se voit attribuer la restauration de la partie instrumentale de l’orgue. Douze années sont nécessaires pour mener à bien cet ouvrage considérable de restitution de cet orgue monumental[3].

### Restitution à La Réole
Le mécanisme à 40 jeux de l'orgue Micot, devenu « Micot-Wenner » en 1856, est à nouveau disponible pour reconstituer l'orgue de La Réole.

La restauration-reconstruction est confiée au restaurateur de l'orgue de Sainte-Croix, Pascal Quoirin, facteur d’orgues à Saint-Didier dans le Vaucluse, sous la houlette de la direction générale des Patrimoines du Ministère de la Culture et de la Communication et de la ville de La Réole.

Les travaux consistent essentiellement en la création d'un nouveau buffet, la reprise de l'ancien mécanisme et son extension à 44 jeux, la mise en place de 2 700 tuyaux dont 41 % d'origine (Micot), 37 % de 1856 (Wenner), 20 % nouveaux (Quoirin) et 2 % divers.
Le premier concert de l'orgue restauré a été donné pour son inauguration, du 13 au 15 novembre 2015, après sa bénédiction par Mgr Jean-Pierre Ricard, archevêque de Bordeaux, soit 203 ans après le début de son exil.

Le coût TTC des travaux engagés pour l'orgue lui-même depuis 2003 est de 786 000 €.

Le coût total TTC de l’opération est de 961 996 € subventionnés à hauteur de 71 % (684 892 €) laissant une charge de 277 104 € à la ville.

## Composition de l’orgue
| 1er clavier Grand Orgue 56 notes C-G |         |   |
| Montre                               | 16′     | W |
| Montre                               | 8′      | M |
| Flûte harm.                          | 8′      | W |
| Gambe                                | 8′      | W |
| Bourdon                              | 8'      | M |
| Prestant                             | 4′      | M |
| Flûte                                | 4′      | W |
| Quinte                               | 2 2/3'  | Q |
| Doublette                            | 2′      | M |
| Plein jeu                            | V rangs | Q |
| Cornet                               | V rangs | M |
| Bombarde                             | 16'     | W |
| Trompette                            | 8′      | M |
| Clarinette                           | 8′      | Q |
| Clairon                              | 4′      | Q |

| Appel GO        |
|                 |
|                 |
| Tirasse GO      |
| Appel anches GO |

| 2e clavier Positif de dos 56 notes C-G |          |   |
| Montre                                 | 8′       | M |
| Salicional                             | 8′       | W |
| Bourdon                                | 8′       | M |
| Prestant                               | 4′       | W |
| Nazard                                 | 2/3′     | M |
| Plein jeu                              | IV rangs | Q |
| Cornet                                 | V rangs  | M |
| Trompette                              | 8'       | Q |
| Cromorne                               | 8'       | M |
| Clairon                                | 4′       | M |
|                                        |          |   |
|                                        |          |   |
|                                        |          |   |
|                                        |          |   |
|                                        |          |   |

| Accouplement POS/GO |
|                     |
|                     |
| Tirasse POS         |
|                     |

| 3e clavier Récit expressif 56 notes C-G |           |       |
| Gambe                                   | 8′        | W     |
| Voix céleste                            | 8′        | Ma    |
| Bourdon                                 | 8′        | M + W |
| Flûte octaviante                        | 4′        | W     |
| Octavin                                 | 2′        | Q     |
| Plein-jeu                               | III rangs | M     |
| Basson                                  | 16′       | Q     |
| Trompette harmon.                       | 8′        | W     |
| Basson hautbois                         | 8′        | W     |
| Voix humaine                            | 8′        | W     |
|                                         |           |       |
|                                         |           |       |
|                                         |           |       |
|                                         |           |       |
|                                         |           |       |

| Accouplement REC/GO en 8'  |
| Accouplement REC/GO en 4’  |
| Accouplement REC/POS en 8’ |
| Tirasse REC                |
| Appel anches REC           |
| Trémolo Récit              |

| Pédale 30 notes C-F |         |   |
| Flûte               | 16′     | W |
| Bourdon             | 16′     | Q |
| Grande quinte       | 10 2/3’ | Q |
| Flûte               | 8′      | W |
| Violoncelle         | 8′      | Q |
| Flûte               | 8′      | W |
| Bombarde            | 16′     | W |
| Trompette           | 8′      | M |
| Clairon             | 4′      | M |
|                     |         |   |
|                     |         |   |
|                     |         |   |
|                     |         |   |
|                     |         |   |
|                     |         |   |

|                  |
|                  |
|                  |
|                  |
| Appel anches PED |

- Abréviations :
  - GO=clavier Grand Orgue, POS=clavier Positif, REC=clavier Récit expressif, PED=clavier Pédales
  - Auteurs des jeux : M=Micot, Ma=Maille, W=Wenner, Q=Quoirin